# Інтрига

Інтрига — 1. Приховані зловмисні дії, до яких удаються для досягнення якої-небудь мети; підступи.
2. Сюжетна лінія в літературному (найчастіше драматичному) творі (Шекспір, Мольєр, Шиллер та ін), що відзначається складністю та напруженістю дії.